# لوكهيد 44 إكسكاليبور
لوكهيد طراز 44 إكسكاليبور هي طائرة أمريكية مقترحة من تصميم شركة لوكهيد. الطراز 44 كان أول تصميم للشركة لطائرة بأربعة محركات، منخفضة الجناح أحادية السطح مع قابل جهاز للهبوط من ثلاث عجلات قابلة للطي. كان تصميمها الأولي بزعنفتين إلا أن التصميم النهائي انتهى بثلاثة. زودت بأربعة محركات شعاعية  بقوة  1200 حصان من نوع  برات آند ويتني آر-1830 توين واسب . كانت خطوط بان أمريكان العالمية على وشك شراء الطائرة  عندما تخلت لوكهيد عن المشروع وركزت مواردها في تطوير طراز49 كونستلايشن والتي اشترتها منها شركة بان أمريكان.

## المواصفات
مصدر البيانات: 
الخصائص العامة
- طاقم العمل: two
- السعة: 32 passengers
- الطول: 74 قدم 11½ إنش (22.85 م)
- طول الجناح: 95 قدم 0 إنش (28.96 م)
- منطقة الجناح: 1000 قدم2 (92.90 م2)
- نسبة العرض إلى الارتفاع: 9.025
- الوزن الفارغ: 26,424 رطل (11,986 كجم)
- الوزن الإجمالي: 40,000 رطل (18,144 كجم)
- المحرك: 4 × برات آند ويتني آر-1830 توين واسب piston engine, 1200 حصان (895 كيلو وات) لكل لكل

الأداء

## للإستزادة
- دوغلاس دي سي-4 إي
- دوغلاس دي سي-6
- لوكهيد كونستليشن